# Феліпе Дана
Феліпе Дана (англ. Felipe Dana; нар. 15 серпня 1985) — бразильський фотожурналіст Associated Press. Відомий своїми роботами з висвітлення соціальної нерівності та міського насильства в Латинській Америці, а також конфліктів на Близькому Сході.
Дана отримав нагороди World Press Photo у 2013 та 2017 роках та брав участь у першому майстер-класі World Press Photo у Латинській Америці у 2015 році. Він був у складі команд Associated Press, які стали фіналістами Пулітцерівської премії у 2017, 2018, 2019 та 2021 роках. У 2019 році він був названий фотографом року за версією The Guardian та ібероамериканським фотографом року за версією POYi Latam. Він також отримав численні нагороди від Pictures of the Year International (POYi), Національної асоціації фотокореспондентів (NPPA), Американського клубу преси закордоном (OPC) та інших.
Його зйомки з дрону битви за Мосул в Іраку відкривають екшнфільм «Мосул» на Netflix.
Висвітлює повномасштабне російське вторгнення в Україну.

## Нагороди
- 2011 — Atlanta Photojournalism Awards[10];
- 2012 — Atlanta Photojournalism Awards[11];
- 2013 — POY — Pictures of the Year Latam, 3 нагороди[12];
- 2013 — World Press Photo award[13];
- 2015 — Національна асоціація фотографів преси NPPA[14];
- 2016 — Національна асоціація фотокореспондентів NPPA, 2 нагороди[15];
- 2016 — POYi Pictures of the Year International[14], міжнародний конкурс фотографій року[16];
- 2016 — SPJ Sigma Delta Chi Award[17];
- 2016 — APME Associated Press Media Editors[18];
- 2016 — Журналістська премія імені Олівера С. Грамлінга — AP[19];
- 2016 — Atlanta Photojournalism Awards[20];
- 2017 — APME Associated Press Media Editors[21];
- 2017 — Фіналіст Пулітцерівської премії за репортажну фотографію[2];
- 2017 — Премія World Press Photo[22];
- 2017 — Національна асоціація фотографів преси NPPA, 3 нагороди[23];
- 2017 — Atlanta Photojournalism Awards[24];
- 2018 — Фіналіст Пулітцерівської премії за міжнародний репортаж[3];
- 2018 — OPC — Закордонний пресклуб Америки[25];
- 2018 — Shorty Awards, номінація[26];
- 2018 — National Headliner Awards, 2 нагороди[27];
- 2018 — APME Associated Press Media Editors[28];
- 2018 — POYi Pictures of the Year International[29];
- 2019 — Фіналіст Пулітцерівської премії за фоторепортаж[4];
- 2019 — POYi Pictures of the Year International[30];
- 2019 — The Guardian: Агентський фотограф року[6];
- 2019 — POY - Pictures of the Year Latam, 3 нагороди[31];
- 2020 — Atlanta Photojournalism Awards, 2 нагороди[32];
- 2020 — Національна асоціація фотографів преси NPPA[33];
- 2021 — POY — Pictures of the Year Latam[34];
- 2021 — Фіналіст Пулітцерівської премії за репортажну фотографію[5].